# داونول
داونول (انگلیسی: Downwell) نام یک بازی کامپیوتری ساخته دیوولور دیجیتال می‌باشد که در سال ۲۰۱۵ برای آی‌اواس و مایکروسافت ویندوز منتشر شد. چند ماه بعد نسخه اندروید آن در ژانویه ۲۰۱۶ منتشر شد و در می ۲۰۱۶ نسخه پلی‌استیشن ۴ و پلی‌استیشن ویتا آن منتشر شد. در سال ۲۰۱۹ نیز این بازی برای نینتندو سوئیچ منتشر شد.